# Église de la Trinité de Dresde
Ne doit pas être confondu avec la cathédrale de la Sainte-Trinité de Dresde, catholique.
L'église de la Trinité est une église de Dresde, dans le quartier de Johannstadt, sur la Trinitatisplatz entre Blasewitzer Straße et Fiedlerstraße.

## Histoire
Dans la seconde moitié du XIXe siècle, la zone à l'est de la Pirnaische Vorstadt se développe. Les habitants font alors partie de la paroisse de l'église Saint-Jean.
Le gymnase de l'école de la Zöllnerplatz sert de salle de prière. Au début de 1888, la paroisse de la Trinité est fondée. Elle compte près de 10 000 membres. Le nom vient du cimetière de la Trinité, juste à côté.
L'architecte Karl Barth est chargé de la construction de l'église. La construction commence en septembre 1891. La cérémonie de baptême a lieu en 1892 et en octobre 1893, les travaux de construction sont terminés.
Pendant la Première Guerre mondiale, un bureau des districts de guerre de Dresde est installé dans l’église. Les quatre cloches de la fonderie C. Albert Bierling sont données et transformées. Après la guerre, on fond trois nouvelles cloches en 1920, qui survivent à la Seconde Guerre mondiale.
Pendant le bombardement de Dresde du 13 au 15 février 1945, la nef est complètement incendiée. Les murs d'enceinte et la salle paroissiale sont gravement endommagés. La ferme et l'intérieur sont complètement détruits. Seule le clocher est peu endommagé.
Le système de sonnerie est réparé en 1950. Au milieu des années 1950, la reconstruction à grande échelle de Johannstadt commence. Il ne reste que les vestiges de l'église de la Trinité et de la salle paroissiale. La paroisse reconstruit une salle. À la fin des années 1960, les ruines de l'église doivent être démolies. Pour éviter cela, la paroisse développe un projet de salle de culte et de lieu de conférence. Les terrains de l'église sont reconstruits par la paroisse[pas clair]. Les restes du mur et du clocher sont sécurisés. L'horloge et les cloches sont maintenus en état de fonctionnement.
Aujourd'hui, dans la nef, des concerts occasionnels sont organisés. La paroisse de la Trinité fusionne avec la paroisse de Johannstadt.
Dans le même temps, on présente un plan concret visant à reconstruire les ruines de l'église pour la nouvelle église de la jeunesse de Dresde, parrainé par la jeunesse protestante de Dresde. Au début de mai 2018, un projet de CODE UNIQUE, cabinet d'architectes de Dresde, qui sera réalisé d’ici 2020, est déclaré gagnant du concours d’architecture.

## Caractéristiques
L'église est une construction en grès à une seule allée dans le style de la Renaissance italienne. Elle peut accueillir 1 200 personnes. Le clocher a une hauteur de 65 mètres.
Au-dessus du portail principal se trouvait une statue de grès invitante, en grès, d'une hauteur de 2,8 m du sculpteur Rudolph Hölbe.

## Mobilier liturgique
À l’intérieur se trouvait le retable d'Anton Dietrich Le Christ faisant le sermon sur la montagne.
Orgue
L'orgue fut fabriqué par le facteur d'orgues Kircheisen à Dresde. Il avait 2 547 tuyaux, ainsi que deux claviers et un pédalier.
Cloches
À l'origine, l'église possédait quatre cloches décorées d'ornements néo-gothiques. Ils viennent de la fonderie C. Albert Bierling. Après la Première Guerre mondiale, trois nouvelles cloches en fonte sont fabriquées en 1920 par la fonderie Schilling & Lattermann.

## Source de la traduction
- (de) Cet article est partiellement ou en totalité issu de l’article de Wikipédia en allemand intitulé « Trinitatiskirche (Dresden) » (voir la liste des auteurs).